# Danh sách tiểu hành tinh: 21501–21600
| Tên                    | Tên đầu tiên | Ngày phát hiện       | Nơi phát hiện                      | Người phát hiện                    |
| ---------------------- | ------------ | -------------------- | ---------------------------------- | ---------------------------------- |
| 21501 Acevedo          | 1998 KC8     | 23 tháng 5 năm 1998  | Anderson Mesa                      | LONEOS                             |
| 21502 Cruz             | 1998 KB9     | 24 tháng 5 năm 1998  | Anderson Mesa                      | LONEOS                             |
| 21503 Beksha           | 1998 KL18    | 22 tháng 5 năm 1998  | Socorro                            | LINEAR                             |
| 21504 Caseyfreeman     | 1998 KS19    | 22 tháng 5 năm 1998  | Socorro                            | LINEAR                             |
| 21505 Bernert          | 1998 KG28    | 22 tháng 5 năm 1998  | Socorro                            | LINEAR                             |
| 21506 Betsill          | 1998 KH30    | 22 tháng 5 năm 1998  | Socorro                            | LINEAR                             |
| 21507 Bhasin           | 1998 KZ30    | 22 tháng 5 năm 1998  | Socorro                            | LINEAR                             |
| 21508 Benbrewer        | 1998 KU33    | 22 tháng 5 năm 1998  | Socorro                            | LINEAR                             |
| 21509 Lucascavin       | 1998 KL35    | 22 tháng 5 năm 1998  | Socorro                            | LINEAR                             |
| 21510 Chemnitz         | 1998 KF36    | 22 tháng 5 năm 1998  | Socorro                            | LINEAR                             |
| 21511 Chiardola        | 1998 KT36    | 22 tháng 5 năm 1998  | Socorro                            | LINEAR                             |
| 21512 Susieclary       | 1998 KE40    | 22 tháng 5 năm 1998  | Socorro                            | LINEAR                             |
| 21513 Bethcochran      | 1998 KM46    | 22 tháng 5 năm 1998  | Socorro                            | LINEAR                             |
| 21514 Gamalski         | 1998 KS48    | 22 tháng 5 năm 1998  | Socorro                            | LINEAR                             |
| 21515 Gavini           | 1998 KR50    | 23 tháng 5 năm 1998  | Socorro                            | LINEAR                             |
| 21516 Mariagodinez     | 1998 KS51    | 23 tháng 5 năm 1998  | Socorro                            | LINEAR                             |
| 21517 Dobi             | 1998 KS52    | 23 tháng 5 năm 1998  | Socorro                            | LINEAR                             |
| 21518 Maysunhasan      | 1998 KO53    | 23 tháng 5 năm 1998  | Socorro                            | LINEAR                             |
| 21519 Josephhenry      | 1998 KR54    | 23 tháng 5 năm 1998  | Socorro                            | LINEAR                             |
| 21520 Dianaeheart      | 1998 KR55    | 23 tháng 5 năm 1998  | Socorro                            | LINEAR                             |
| 21521 Hippalgaonkar    | 1998 KU55    | 23 tháng 5 năm 1998  | Socorro                            | LINEAR                             |
| 21522 Entwisle         | 1998 MX11    | 19 tháng 6 năm 1998  | Socorro                            | LINEAR                             |
| 21523 GONG             | 1998 MW15    | 26 tháng 6 năm 1998  | Goodricke-Pigott                   | R. A. Tucker                       |
| 21524 -                | 1998 MB16    | 21 tháng 6 năm 1998  | Kitt Peak                          | Spacewatch                         |
| 21525 -                | 1998 MP23    | 25 tháng 6 năm 1998  | Kitt Peak                          | Spacewatch                         |
| 21526 Mirano           | 1998 MS24    | 30 tháng 6 năm 1998  | Farra d'Isonzo                     | Farra d'Isonzo                     |
| 21527 Horton           | 1998 MV27    | 24 tháng 6 năm 1998  | Socorro                            | LINEAR                             |
| 21528 Chrisfaust       | 1998 MU33    | 24 tháng 6 năm 1998  | Socorro                            | LINEAR                             |
| 21529 Johnjames        | 1998 MF37    | 26 tháng 6 năm 1998  | Socorro                            | LINEAR                             |
| 21530 Despiau          | 1998 MB38    | 26 tháng 6 năm 1998  | Anderson Mesa                      | LONEOS                             |
| 21531 Billcollin       | 1998 OS      | 20 tháng 7 năm 1998  | Caussols                           | ODAS                               |
| 21532 -                | 1998 OY      | 20 tháng 7 năm 1998  | Caussols                           | ODAS                               |
| 21533 -                | 1998 OR12    | 26 tháng 7 năm 1998  | La Silla                           | E. W. Elst                         |
| 21534 -                | 1998 OV12    | 26 tháng 7 năm 1998  | La Silla                           | E. W. Elst                         |
| 21535 -                | 1998 OX13    | 26 tháng 7 năm 1998  | La Silla                           | E. W. Elst                         |
| 21536 -                | 1998 OV14    | 26 tháng 7 năm 1998  | La Silla                           | E. W. Elst                         |
| 21537 Fréchet          | 1998 PQ      | 15 tháng 8 năm 1998  | Prescott                           | P. G. Comba                        |
| 21538 -                | 1998 QN1     | 17 tháng 8 năm 1998  | Đài thiên văn Zvjezdarnica Višnjan | Đài thiên văn Zvjezdarnica Višnjan |
| 21539 Josefhlávka      | 1998 QO4     | 20 tháng 8 năm 1998  | Ondřejov                           | P. Pravec                          |
| 21540 Itthipanyanan    | 1998 QE11    | 17 tháng 8 năm 1998  | Socorro                            | LINEAR                             |
| 21541 Friskop          | 1998 QP16    | 17 tháng 8 năm 1998  | Socorro                            | LINEAR                             |
| 21542 Kennajeannet     | 1998 QA22    | 17 tháng 8 năm 1998  | Socorro                            | LINEAR                             |
| 21543 Jessop           | 1998 QQ24    | 17 tháng 8 năm 1998  | Socorro                            | LINEAR                             |
| 21544 Hermainkhan      | 1998 QL33    | 17 tháng 8 năm 1998  | Socorro                            | LINEAR                             |
| 21545 Koirala          | 1998 QO33    | 17 tháng 8 năm 1998  | Socorro                            | LINEAR                             |
| 21546 Konermann        | 1998 QH34    | 17 tháng 8 năm 1998  | Socorro                            | LINEAR                             |
| 21547 Kottapalli       | 1998 QK38    | 17 tháng 8 năm 1998  | Socorro                            | LINEAR                             |
| 21548 Briekugler       | 1998 QX38    | 17 tháng 8 năm 1998  | Socorro                            | LINEAR                             |
| 21549 Carolinelang     | 1998 QJ44    | 17 tháng 8 năm 1998  | Socorro                            | LINEAR                             |
| 21550 Laviolette       | 1998 QS44    | 17 tháng 8 năm 1998  | Socorro                            | LINEAR                             |
| 21551 Geyang           | 1998 QH45    | 17 tháng 8 năm 1998  | Socorro                            | LINEAR                             |
| 21552 Richardlee       | 1998 QC52    | 17 tháng 8 năm 1998  | Socorro                            | LINEAR                             |
| 21553 Monchicourt      | 1998 QT55    | 26 tháng 8 năm 1998  | Caussols                           | ODAS                               |
| 21554 Leechaohsi       | 1998 QR69    | 24 tháng 8 năm 1998  | Socorro                            | LINEAR                             |
| 21555 Levary           | 1998 QF70    | 24 tháng 8 năm 1998  | Socorro                            | LINEAR                             |
| 21556 Christineli      | 1998 QE71    | 24 tháng 8 năm 1998  | Socorro                            | LINEAR                             |
| 21557 Daniellitt       | 1998 QE73    | 24 tháng 8 năm 1998  | Socorro                            | LINEAR                             |
| 21558 Alisonliu        | 1998 QW77    | 24 tháng 8 năm 1998  | Socorro                            | LINEAR                             |
| 21559 Jingyuanluo      | 1998 QE78    | 24 tháng 8 năm 1998  | Socorro                            | LINEAR                             |
| 21560 Analyons         | 1998 QC91    | 28 tháng 8 năm 1998  | Socorro                            | LINEAR                             |
| 21561 Masterman        | 1998 QR93    | 28 tháng 8 năm 1998  | Socorro                            | LINEAR                             |
| 21562 Chrismessick     | 1998 QZ94    | 19 tháng 8 năm 1998  | Socorro                            | LINEAR                             |
| 21563 Chetgervais      | 1998 QW95    | 19 tháng 8 năm 1998  | Socorro                            | LINEAR                             |
| 21564 Widmanstätten    | 1998 QQ101   | 26 tháng 8 năm 1998  | La Silla                           | E. W. Elst                         |
| 21565 -                | 1998 QZ102   | 26 tháng 8 năm 1998  | La Silla                           | E. W. Elst                         |
| 21566 -                | 1998 QM103   | 26 tháng 8 năm 1998  | La Silla                           | E. W. Elst                         |
| 21567 -                | 1998 RB2     | 1 tháng 9 năm 1998   | Woomera                            | F. B. Zoltowski                    |
| 21568 Evanmorikawa     | 1998 RM3     | 14 tháng 9 năm 1998  | Socorro                            | LINEAR                             |
| 21569 -                | 1998 RX12    | 14 tháng 9 năm 1998  | Kitt Peak                          | Spacewatch                         |
| 21570 Muralidhar       | 1998 RK33    | 14 tháng 9 năm 1998  | Socorro                            | LINEAR                             |
| 21571 Naegeli          | 1998 RD51    | 14 tháng 9 năm 1998  | Socorro                            | LINEAR                             |
| 21572 Nguyen-McCarty   | 1998 RQ52    | 14 tháng 9 năm 1998  | Socorro                            | LINEAR                             |
| 21573 -                | 1998 RP70    | 14 tháng 9 năm 1998  | Socorro                            | LINEAR                             |
| 21574 Ouzan            | 1998 RZ71    | 14 tháng 9 năm 1998  | Socorro                            | LINEAR                             |
| 21575 Padmanabhan      | 1998 RB80    | 14 tháng 9 năm 1998  | Socorro                            | LINEAR                             |
| 21576 McGivney         | 1998 SH4     | 19 tháng 9 năm 1998  | Needville                          | W. G. Dillon                       |
| 21577 Negron           | 1998 SU24    | 17 tháng 9 năm 1998  | Anderson Mesa                      | LONEOS                             |
| 21578 -                | 1998 SN27    | 24 tháng 9 năm 1998  | Catalina                           | CSS                                |
| 21579 -                | 1998 SK45    | 25 tháng 9 năm 1998  | Kitt Peak                          | Spacewatch                         |
| 21580 Portalatin       | 1998 SY57    | 17 tháng 9 năm 1998  | Anderson Mesa                      | LONEOS                             |
| 21581 Ernestoruiz      | 1998 SD58    | 17 tháng 9 năm 1998  | Anderson Mesa                      | LONEOS                             |
| 21582 Arunvenkataraman | 1998 SE58    | 17 tháng 9 năm 1998  | Anderson Mesa                      | LONEOS                             |
| 21583 Caropietsch      | 1998 SQ108   | 16 tháng 9 năm 1998  | Socorro                            | LINEAR                             |
| 21584 Polepeddi        | 1998 SK121   | 16 tháng 9 năm 1998  | Socorro                            | LINEAR                             |
| 21585 Polmear          | 1998 SX126   | 16 tháng 9 năm 1998  | Socorro                            | LINEAR                             |
| 21586 Pourkaviani      | 1998 SU129   | 16 tháng 9 năm 1998  | Socorro                            | LINEAR                             |
| 21587 Christopynn      | 1998 SE132   | 16 tháng 9 năm 1998  | Socorro                            | LINEAR                             |
| 21588 Gianelli         | 1998 SK157   | 16 tháng 9 năm 1998  | Socorro                            | LINEAR                             |
| 21589 Rafes            | 1998 SR162   | 16 tháng 9 năm 1998  | Socorro                            | LINEAR                             |
| 21590 -                | 1998 TK      | 10 tháng 10 năm 1998 | Oizumi                             | T. Kobayashi                       |
| 21591 -                | 1998 TA6     | 15 tháng 10 năm 1998 | Đài thiên văn Zvjezdarnica Višnjan | K. Korlević                        |
| 21592                  | 1998 VJ5     | 8 tháng 11 năm 1998  | Nachi-Katsuura                     | Y. Shimizu, T. Urata               |
| 21593 -                | 1998 VL27    | 10 tháng 11 năm 1998 | Socorro                            | LINEAR                             |
| 21594 -                | 1998 VP31    | 13 tháng 11 năm 1998 | Đài thiên văn Zvjezdarnica Višnjan | K. Korlević                        |
| 21595 -                | 1998 WJ5     | 18 tháng 11 năm 1998 | Catalina                           | CSS                                |
| 21596 -                | 1998 WG7     | 23 tháng 11 năm 1998 | Oohira                             | T. Urata                           |
| 21597                  | 1998 WA8     | 18 tháng 11 năm 1998 | Kushiro                            | S. Ueda, H. Kaneda                 |
| 21598 -                | 1998 WP9     | 28 tháng 11 năm 1998 | Đài thiên văn Zvjezdarnica Višnjan | K. Korlević                        |
| 21599 -                | 1998 WA15    | 21 tháng 11 năm 1998 | Socorro                            | LINEAR                             |
| 21600 -                | 1998 XL5     | 7 tháng 12 năm 1998  | Đài thiên văn Zvjezdarnica Višnjan | K. Korlević                        |